# Supercoupe d'Ukraine de football
La Supercoupe d'Ukraine de football (en ukrainien : Суперкубок України з футболу, Souperkoubok Ukraïni z foutbolou) est un match annuel opposant le champion d'Ukraine et le vainqueur de la coupe d'Ukraine, ou le vice-champion en titre si cette dernière compétition si elle a également été remportée par le champion. Elle marque traditionnellement le lancement de la nouvelle saison.
En cas de match nul à la fin du temps réglementaire, aucune prolongation n'est jouée et les tirs au but sont immédiats.
Le tenant du titre est le Chakhtar Donetsk, vainqueur de l'édition 2021 et club le plus titré à égalité avec le Dynamo Kiev avec neuf victoires dans la compétition.

## Histoire
La première édition de la Supercoupe d'Ukraine prend place le 10 juillet 2004 et voit alors la victoire du Dynamo Kiev, champion lors de la saison 2003-2004, s'impose face au Chakhtar Donetsk, vainqueur de la coupe, à l'issue de la séance des tirs au but. De la même manière que dans le reste des compétitions nationales, ces deux équipes dominent rapidement la compétition où elles apparaissent quasi-systématiquement et décrochent l'intégralité des titres, le Dynamo se plaçant tout juste en tête avec neuf victoires contre les huit succès du Chakhtar.
En-dehors de ces deux clubs, seules quatre autres équipes ont pu prendre part à la Supercoupe : le Vorskla Poltava en 2009, le Tavria Simferopol en 2010, le Metalurh Donetsk en 2012 et le Tchornomorets Odessa en 2013, les deux premiers en tant que vainqueurs de la Coupe d'Ukraine et les deux derniers en tant que finalistes de cette même compétition.
Jusqu'en 2014, si une équipe réalisait le doublé Coupe-Championnat, son opposant dans la Supercoupe était alors le finaliste de la coupe. Depuis l'édition 2015, ce rôle est assuré par le vice-champion en titre.

## Palmarès

### Bilan par édition
| Édition | Vainqueur                                                                                   | Score             | Finaliste                                                                               | Stade                           | Affluence |
| ------- | ------------------------------------------------------------------------------------------- | ----------------- | --------------------------------------------------------------------------------------- | ------------------------------- | --------- |
| 2004    | Dynamo Kiev Champion d'Ukraine 2003-2004                                                    | 1 - 1 (6 - 5 tab) | Chakhtar Donetsk Vainqueur de la Coupe d'Ukraine 2003-2004                              | Stade Tchornomorets, Odessa     | 17 600    |
| 2005    | Chakhtar Donetsk Champion d'Ukraine 2004-2005                                               | 1 - 1 (4 - 3 tab) | Dynamo Kiev Vainqueur de la Coupe d'Ukraine 2004-2005                                   | Stade Tchornomorets, Odessa     | 34 400    |
| 2006    | Dynamo Kiev (2) Vainqueur de la Coupe d'Ukraine 2005-2006                                   | 2 - 0             | Chakhtar Donetsk Champion d'Ukraine 2005-2006                                           | Stade Tchornomorets, Odessa     | 35 000    |
| 2007    | Dynamo Kiev (3) Champion d'Ukraine 2006-2007 Vainqueur de la Coupe d'Ukraine 2006-2007      | 2 - 2 (4 - 2 tab) | Chakhtar Donetsk Finaliste de la Coupe d'Ukraine 2006-2007                              | Stade Tchornomorets, Odessa     | 32 000    |
| 2008    | Chakhtar Donetsk (2) Champion d'Ukraine 2007-2008 Vainqueur de la Coupe d'Ukraine 2007-2008 | 1 - 1 (5 - 3 tab) | Dynamo Kiev Finaliste de la Coupe d'Ukraine 2007-2008                                   | Stade Vorskla, Poltava          | 28 000    |
| 2009    | Dynamo Kiev (4) Champion d'Ukraine 2008-2009                                                | 0 - 0 (4 - 2 tab) | Vorskla Poltava Vainqueur de la Coupe d'Ukraine 2008-2009                               | Stade Ioubileïny, Soumy         | 18 500    |
| 2010    | Chakhtar Donetsk (3) Champion d'Ukraine 2009-2010                                           | 7 - 1             | Tavria Simferopol Vainqueur de la Coupe d'Ukraine 2009-2010                             | Slavutych-Arena (en), Zaporijia | 10 500    |
| 2011    | Dynamo Kiev (5) Finaliste de la Coupe d'Ukraine 2010-2011                                   | 3 - 1             | Chakhtar Donetsk Champion d'Ukraine 2010-2011 Vainqueur de la Coupe d'Ukraine 2010-2011 | Stade Vorskla, Poltava          | 24 750    |
| 2012    | Chakhtar Donetsk (4) Champion d'Ukraine 2011-2012 Vainqueur de la Coupe d'Ukraine 2011-2012 | 2 - 0             | Metalurh Donetsk Finaliste de la Coupe d'Ukraine 2011-2012                              | Stade Avanhard, Louhansk        | 21 050    |
| 2013    | Chakhtar Donetsk (5) Champion d'Ukraine 2012-2013 Vainqueur de la Coupe d'Ukraine 2012-2013 | 3 - 1             | Tchornomorets Odessa Finaliste de la Coupe d'Ukraine 2012-2013                          | Stade Tchornomorets, Odessa     | 32 400    |
| 2014    | Chakhtar Donetsk (6) Champion d'Ukraine 2013-2014                                           | 2 - 0             | Dynamo Kiev Vainqueur de la Coupe d'Ukraine 2013-2014                                   | Arena Lviv, Lviv                | 34 347    |
| 2015    | Chakhtar Donetsk (7) Vice-champion d'Ukraine 2014-2015                                      | 2 - 0             | Dynamo Kiev Champion d'Ukraine 2014-2015 Vainqueur de la Coupe d'Ukraine 2014-2015      | Stade Tchornomorets, Odessa     | 34 164    |
| 2016    | Dynamo Kiev (6) Champion d'Ukraine 2015-2016                                                | 1 - 1 (4 - 3 tab) | Chakhtar Donetsk Vainqueur de la Coupe d'Ukraine 2015-2016                              | Stade Tchornomorets, Odessa     | 26 109    |
| 2017    | Chakhtar Donetsk (8) Champion d'Ukraine 2016-2017 Vainqueur de la Coupe d'Ukraine 2016-2017 | 2 - 0             | Dynamo Kiev Vice-champion d'Ukraine 2016-2017                                           | Stade Tchornomorets, Odessa     | 34 146    |
| 2018    | Dynamo Kiev (7) Vice-champion d'Ukraine 2017-2018                                           | 1 - 0             | Chakhtar Donetsk Champion d'Ukraine 2017-2018 Vainqueur de la Coupe d'Ukraine 2017-2018 | Stade Tchornomorets, Odessa     | 27 400    |
| 2019    | Dynamo Kiev (8) Vice-champion d'Ukraine 2018-2019                                           | 2 - 1             | Chakhtar Donetsk Champion d'Ukraine 2018-2019 Vainqueur de la Coupe d'Ukraine 2018-2019 | Stade Tchornomorets, Odessa     | 27 400    |
| 2020    | Dynamo Kiev (9) Vainqueur de la Coupe d'Ukraine 2019-2020                                   | 3 - 1             | Chakhtar Donetsk Champion d'Ukraine 2019-2020                                           | Stade olympique, Kiev           | 0         |
| 2021    | Chakhtar Donetsk (9) Vice-champion d'Ukraine 2020-2021                                      | 3 - 0             | Dynamo Kiev Champion d'Ukraine 2020-2021 Vainqueur de la Coupe d'Ukraine 2020-2021      | Stade olympique, Kiev           | 27 553    |

### Bilan par club
| Club                 | Victoire(s) | Défaite(s) | Édition(s) remportée(s)                              |
| -------------------- | ----------- | ---------- | ---------------------------------------------------- |
| Dynamo Kiev          | 9           | 6          | 2004, 2006, 2007, 2009, 2011, 2016, 2018, 2019, 2020 |
| Chakhtar Donetsk     | 9           | 8          | 2005, 2008, 2010, 2012, 2013, 2014, 2015, 2017, 2021 |
| Vorskla Poltava      | -           | 1          |                                                      |
| Tavria Simferopol    | -           | 1          |                                                      |
| Metalurh Donetsk     | -           | 1          |                                                      |
| Tchornomorets Odessa | -           | 1          |                                                      |